# Basílica de la Santa Creu de Jerusalem
La Basílica de la Santa Creu de Jerusalem (en llatí, Basilica Sanctae Crucis in Hierusalem i en italià, Basilica di Santa Croce in Gerusalemme) és una de les set esglésies de Roma, que els pelegrins havien de visitar a peu en un dia. Va ser construïda al lloc on es trobaven els palaus d'Helena de Constantinoble, la mare de Constantí I el Gran.

## Història
L'església es troba a menys d'un quilòmetre a l'est de la de Basílica de Sant Joan del Laterà. Va ser realitzada al lloc del palau datat del segle iii que havia estat la llar dels últims emperadors. Una sala d'aquest edifici, de 21,8 m de llarg i 36,5 m d'amplada va ser adaptada al 350 per a la construcció de l'església.
Sota el papat de Luci II al segle xii, l'església va ser restaurada i més tard equipada, amb una torre com una demostració de poder. Durant el Renaixement i el Barroc (segle xv - segle xviii), es van realitzar d'altres modificacions, que van destruir completament l'aspecte original de l'església. En particular, durant la restauració barroca, encarregada pel papa Benet XIV a Domenico Gregorini i Pietro Passalacqua (1740-1758), autors façana i atri de forma ovalada, com si fos una de les últimes derivacions de l'arquitectura de Borromini, abans de l'adveniment del neoclassicisme. Actualment part dels frescs originals de l'antic edifici es conserven al museu.
A partir del començament del segle xii fins al segle xvi es va adjuntar a l'església un monestir de l'Orde de la Cartoixa.

## Obres d'art i reliquies

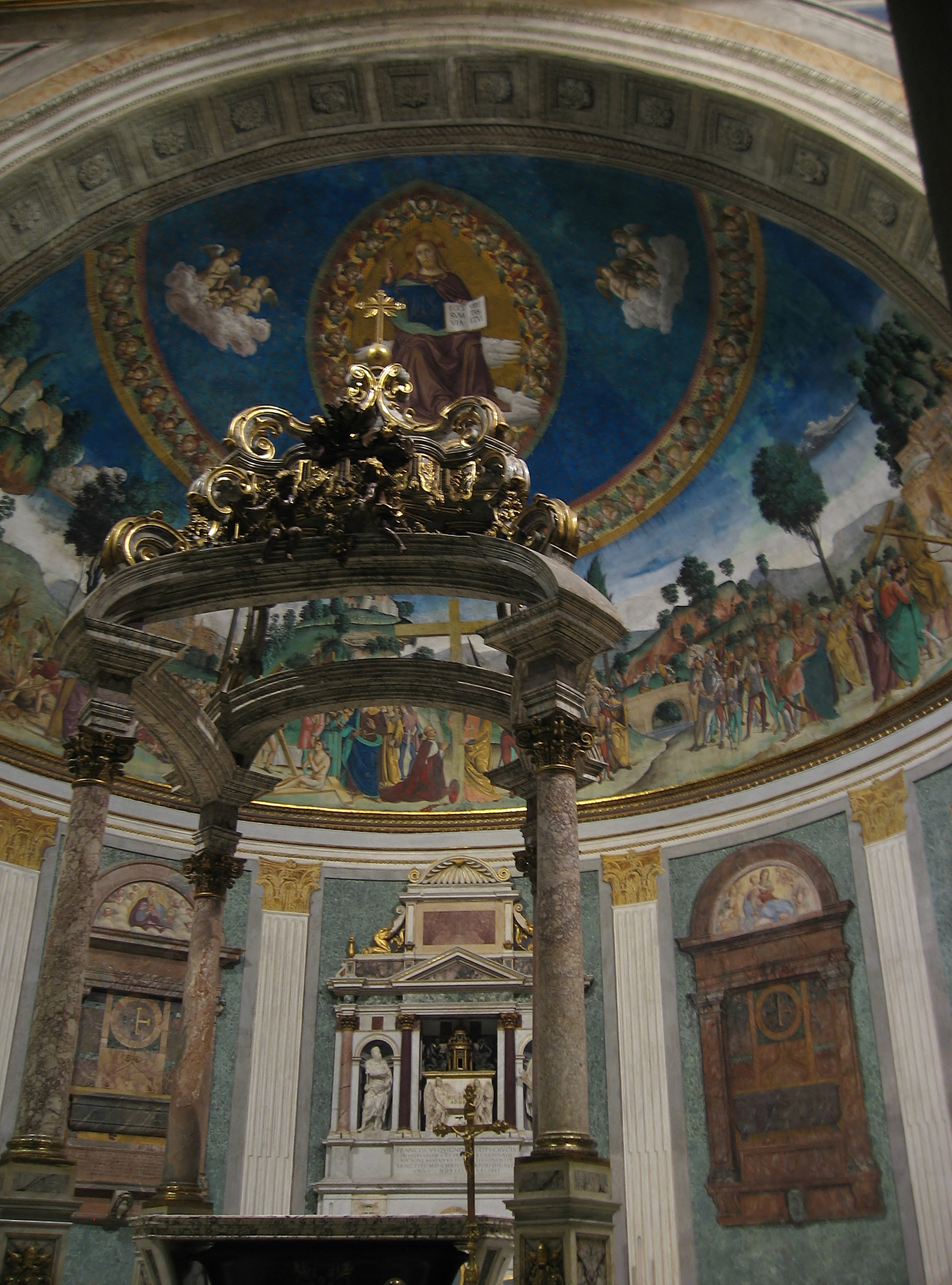
Interior de la basílica

Annex al convent i situat adossat als murs de l'amfiteatre Castrense, el papa Sixt IV el 1476, va reconstruir l'Oratori de Santa Maria del Buon Aiuto, que originàriament estava a mig camí entre la Santa Creu i Sant Joan. El poble la va dir Santa Maria de Spazzolaria pel fet que el sagristà cobrava almoines per a l'església, costum que encara es manté.
La Basílica de la Santa Creu (sovint citada a l'edat mitjana, simplement com de Jerusalem), va ser declarada amb el títol presbiterial pel papa Gregori I.
Del 13 de març de 1910, l'església de Santa Creu s'institueix com a parròquia, creada pel papa Pius X.
L'església conté relíquies tradicionalment lligades a la crucifixió de Jesús. Entre aquestes es troben parts de la Vera Creu, la creu d'un dels dos lladres, una esponja xopa en vinagre, la corona d'espines, un clau, i la inscripció d'INRI. Aquestes relíquies van ser portades per Helena després del seu viatge a la Terra Santa. La seva autenticitat no és segura. Les relíquies es conserven al santuari «de la Creu», que es troba dintre de la sagristia de la basílica. Diversos fragments de la Creu es conserven a esglésies de tot el món. Dels quatre claus sagrats de la Crucifixió, els altres tres estan, segons la tradició, un a la Corona de Ferro a la Catedral de Monza, un altre suspès sobre l'altar major del catedral de Milà i un, de tradició més dubtosa, a la catedral de Colle di Val d'Elsa, a la província de Siena.
L'església es troba la capella de Santa Helena, on el seu paviment va ser cobert amb terra provinent de Terra Santa. A causa del fet que aquesta zona provenia de la Terra Santa, és d'on va rebre l'església el seu nom particular de Jerusalem.
Els líders dels pelegrins a l'Edat mitjana consideraven aquesta capella no apta per a l'accés a les dones, prohibició que també s'aplicava a la capella de sancta sanctorum dels edificis del Laterà.
Durant un temps, a la capella es van conservar tres plafons que constituïen un retaule, executat el 1601 pel pintor Peter Paul Rubens, nou-vingut a Roma de Màntua. Avui dia, les dues pintures que representen Santa Helena i la Vera Creu i la Passió de Crist es troben a Grasse, a la vora de París, mentre que el tercer es va perdre.
A l'absis es troben uns frescs amb les llegendes de la Vera Creu, que s'atribueixen a Melozzo da Forli, a Antoniazzo Romano i Marco Palmesano. També es pot destacar el monument al cardenal portuguès Francisco Quiñones, realitzat per Jacopo Sansovino el 1536. En una urna de basalt de l'altar major de la Santa Creu de Jerusalem es conserva el cos de Sant Cesari, diaca i màrtir i Sant Anastasi.
La reestructuració del segle xviii va conduir a una renovació total de l'interior, que estava decorat amb tres pintures de gran format a la volta pel molfetense Corrado Giaquinto, un dels artistes més celebrats de l'època (1743).
Un altre tresor és la icona en mosaic del segle xiv, situada avui en el Museu de la Basílica, que l'havia encarregat el papa Gregori I, després d'una visió de Crist. Està envoltat per un marc de fusta, molt gran, la qual cosa deixa poc espai per a la icona.

## L'hort monàstic

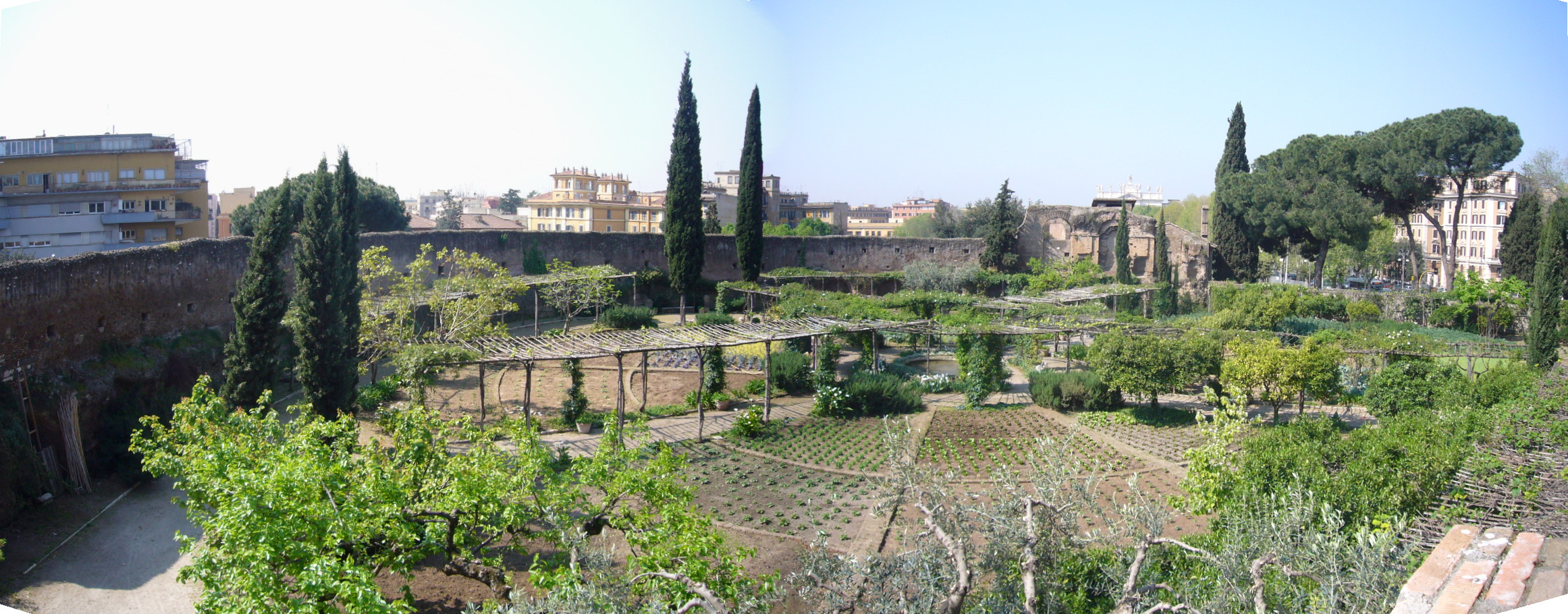
Horta-jardí del monestir

A l'àrea de l'amfiteatre Castrense, durant segles pertanyent a la basílica i al seu monestir, va ser reconstruït i dissenyat el 2004 per l'arquitecte Paul Pejrone, l'horta -jardí del monestir, i per iniciativa dels Amics de Santa Creu de Jerusalem. Els passeigs circulessis són els eixos principals que consisteixen en dos camins perpendiculars sota pèrgoles, que es reuneixen en el centre en un estany.
Els cultius estan disposats de forma clara i amb orde, allotjant verdures, herbes aromàtiques, cítrics i fruiters, i fins i tot flors, amb un gran respecte per la tradició dels conreus locals. La impressió general que es rep visitant-ho és d'un extraordinari equilibri i serenitat, tant més sorprenent perquè el lloc és al centre d'una zona de gran tràfic.

## El títol cardenalici
El títol cardenalici de Santa Creu de Jerusalem va ser creat als voltants del 600 pel Papa Gregori I, per substituir el de San Nicomedes a Via Nomentana, que havia estat suprimit.
Segons el catàleg de Pietro Mallio, compilat durant el pontificat d'Alexandre III, el títol estava col·legiat a la basílica de Sant Llorenç Extramurs, i els seus sacerdots celebraven la missa per torns. El títol fa referència a la basílica fundada per l'emperadriu Elena, mare de Constantí I.

### Cardenals titulars
- Giovanni (?) (1012- 1033)
- Amico seniore, O.S.B. (1088- 1120)
- Amico iuniore, O.S.B. (1120-1122)
- Gerardo Caccianemici dell'Orso, Canonge Regular (1122-1144)
- Ubaldo Caccianemici, Canonge Regular di San Frediano di Lucca (1144 - 1171)
- Thibaud (o Théobald), O.S.B. (1171 - 1178)
- Ardoino da Piacenza (o Arduino), Canonge Regular de San Frediano di Lucca (1178- 1183)
- Domnus Albini (o Albino da Milano), Canonge Regular (1185 - 1189)
- Leone Brancaleone, Canonge Regular de San Frediano (1202 - 1230)
- Pietro de L'Aquila, O.S.B. (1294 - 1298)
- Teodorico Ranieri (o Thierry) (1298 - 1299)
- Raymond de Canillac, O.S.A. (1350 - 1361)
- Guy de Malesec (o Maillesec) (1375 - 1384)
- Cosma Gentile Migliorati (o Cosimo) (1389 - 1404)
- Giovanni Migliorati (1405-1410)
- Francesco Lando (1411 - 1424)
- Niccolò Albergati, O.Cart. (1426 - 1433)
- Domenico Capranica (1444 - 1458)
- Angelo Capranica (1460 - 1472)
- Pedro González de Mendoza (1478 - 1495)
- Bernardino López de Carvajal (1495-1507); in commendam (1507-1511)
- Antonio Maria Ciocchi del Monte, in commendam (1511-1527)
- Francisco de los Ángeles Quiñones (1527-1540)
- Marcello Cervini (1540-1555)
- Bartolomé de la Cueva de Albuquerque (1555-1562)
- Giovanni Antonio Capizucchi (1562-1565)
- Francisco Pacheco de Toledo (1565-1579)
- Albert d'Àustria (1580 - 1598)
- Francisco de Múxica Guzmán de Avila (o Dávila) (1599 - 1606)
- Ascanio Colonna (1606)
- Antonio Zapata y Cisneros (1606-1616)
- Gaspar de Borja y Velasco (o Borgia) (1616-1630)
- Baltasar Moscoso y Sandoval (1630-1665)
- Alfonso Litta (1666 - 1679)
- Juan Everardo Nithard (o Nidhardus, o Neidarth, o Neidhardt, o Nidhard, o Neithardt, o Neidthardt), S.J. (1679-1681)
- Decio Azzolini juniore (1681-1683)
- Vacante (1683-1689)
- Pedro de Salazar Gutiérrez de Toledo (1689-1706)
- Ulisse Giuseppe Gozzadini (1709 - 1728)
- Prospero Lambertini (1728-1740)
- Giuseppe Firrao el Vell (1740-1744)
- Gioacchino Bessozzi, O.Cist. (1744-1755)
- Luca Melchiore Tempi (1757 - 1762)
- Ludovico Valenti (1762-1763)
- Niccolò Serra (1766 - 1767)
- Vacante (1767-1773)
- Antonio Eugenio Visconti (19 aprile 1773 - 1788)
- František de Paula Hrzán z Harras (1788-1804)
- Vacante (1804-1816)
- Alessandro Malvasia (1816-1819)
- Giacinto Placido Zurla, O.S.B.Cam. (1823 - 1834)
- Alessandro Giustiniani (1834-1843)
- Antonio Maria Cagiano de Azevedo (1844 - 1854)
- Ján Krstiteľ Scitovský (1854-1866)
- Raffaele Monaco La Valletta (1868 - 1884)
- Lucido Maria Parocchi (1884-1889)
- Pierre-Lambert Goossens (1889-1906)
- Benedetto Lorenzelli (1907 - 1915)
- Willem Marinus van Rossum, C.SS.R. (1915-1932)
- Pietro Fumasoni Biondi (1933 - 1960)
- Giuseppe Antonio Ferretto (1961)
- Efrem Forni (1962 - 1976)
- Victor Razafimahatratra, S.J. (1976-1993)
- Miloslav Vlk (1994 - 2017)
- Joan Josep Omella i Omella (2017 -)